# Rosalba incrustabilis
Rosalba incrustabilis là một loài bọ cánh cứng trong họ Cerambycidae.